# Ehang UAV
Ehang UAVs, lub według innej pisowni EHang – chińskie bezzałogowe statki powietrzne (nazwa potoczna: drony) opracowane i wyprodukowane przez firmę Beijing Yi-Hang Creation Science & Technology Co., Ltd., która rozpoczęła działalność w Chinach w dziedzinie zdjęć lotniczych i w misjach badawczych.

## Typy Ehangów

### Quadrokopter
Pierwszym dronem zaprezentowanym przez Chińczyków był Ghost Intelligent Aerial Robot – quadrokopter (pojazd z czterema wirnikami) opracowany przez Ehang. Posiada on parę płóz do lądowania. Ghost ma niezwykłą cechę: wirniki są zamontowane pod końcówkami ramion, zamiast montażu na wierzchołkach ramion, jak u większości innych śmigłowców. Ghost przeznaczony jest przede wszystkim do zdjęć lotniczych i jest sterowany za pomocą smartfona.
Specyfikacja:
- wymiar – 36 centymetrów szerokości;
- ciężar – 0,65 kilograma bez baterii;
- długotrwałość lotu – od 8 do 13 minut.

### Heksakopter
Heksakopter, czyli pojazd powietrzny z sześcioma wirnikami, to nowszy dron opracowany przez Ehang i nie został jeszcze nazwany. Po raz pierwszy został zaprezentowany w sierpniu 2014 roku w Pekinie. Heksakopter zbudowano z materiału kompozytowego z włókna węglowego, z parą płoz jako podwoziem. Ramiona tego drona są zakrzywione, w przeciwieństwie do prostych ramion większości bezzałogowych statków obecnych na rynku. Heksakopter sterowany jest komputerem przenośnym.
Specyfikacja:
- długotrwałość lotu – od 30 do 40 minut;
- zasięg – 5 kilometrów;
- cena jednostkowa – 5000 dolarów.

### EHang 184

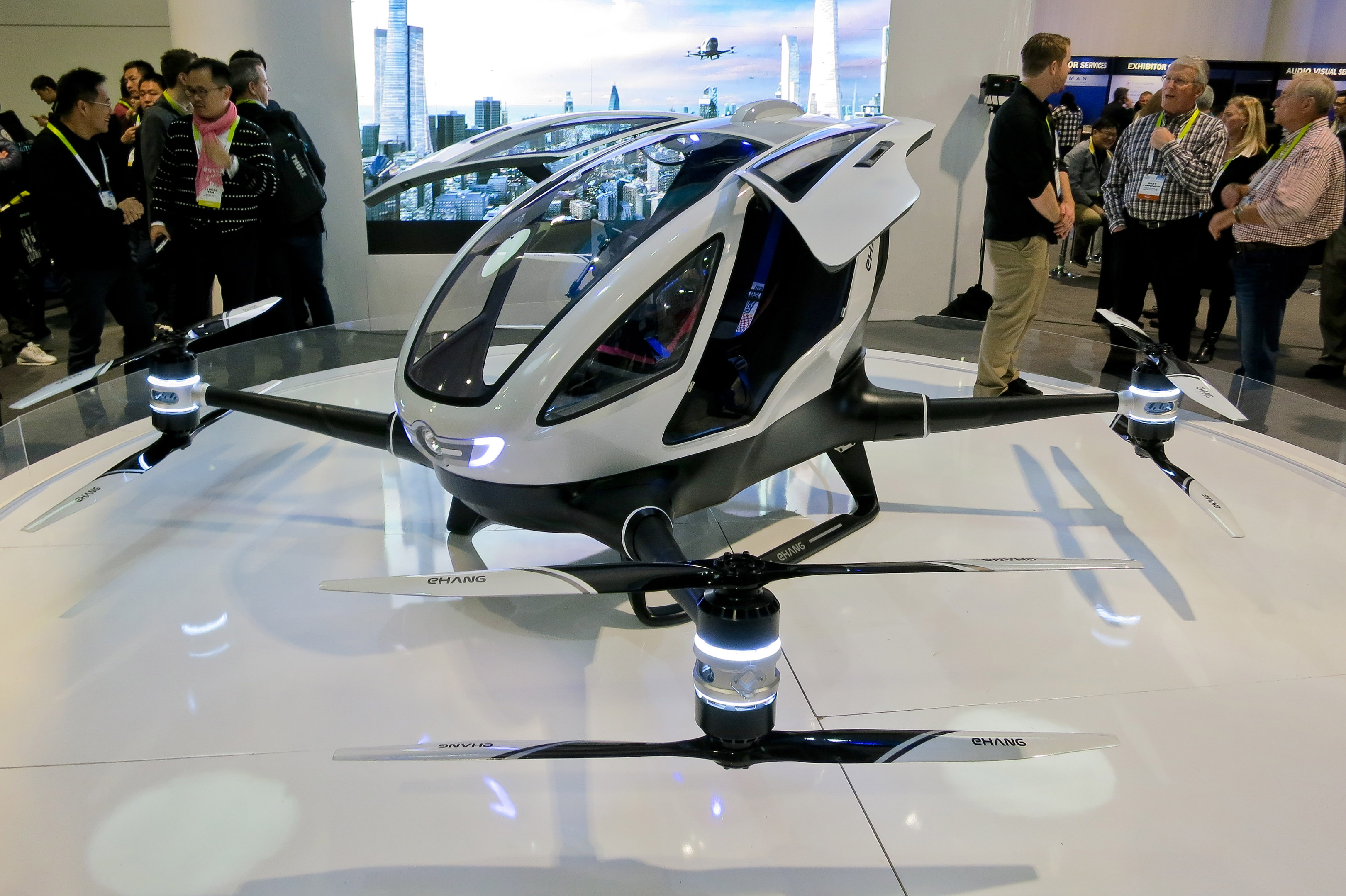
EHang 184

W styczniu 2016 roku twórcy Ehang ogłosili, że ich nowe drony jako pierwsze na świecie mogą przewozić pasażerów. W 2016 na targach CES zaprezentowano nowy model o nazwie EHang 184. Firma w 2017 ogłosiła także plany opracowane wraz z Dubajską Agencją Dróg i Transportu, mające na celu uruchomienie usługi latania taksówką, co rozpoczęło się latem tegoż roku. Chińczycy współpracowali także z Instytutem Autonomicznych Systemów w Nevadzie nad modelem EHang 184, który to pojazd jest w stanie przewozić pojedynczego pasażera przez okres do 23 minut. W lipcu 2017 we wspomnianym już Dubaju przeprowadzono próbne loty załogowe pojazdów EHang 184. Włodarze tego miasta zamierzają w niedalekiej przyszłości rozpowszechnić wynalazek na komercyjną skalę. EHang 184 jest w stanie przenieść ciężar do stu kilogramów. W bagażniku można schować niewielką walizkę. Maksymalna prędkość pojazdu to 160 kilometrów na godzinę, a najwyższy pułap lotu to, jak na razie, 3500 metrów. Na jednym ładowaniu baterii EHang 184 przelatuje około 30 minut, czym znacznie poprawiono poprzedni wynik z Nevady. Ehang posiada cztery ramiona, przy czym każde z nich ma po dwa śmigła. Zasięg drona, czyli dystans, na jaki jest w stanie dolecieć, to około 49 kilometrów W nocy istnieje możliwość włączenia czerwonych świateł, aby był widoczny na niebie. Dla większego bezpieczeństwa lot pojazdu ma być monitorowany przez Centrum Zarządzania. Dzięki specjalnej aplikacji na komputerze pokładowym pasażer EHanga może określić plan lotu, czyli jakie ma być miejsce docelowe. Koszt maszyny to około 200 000 dolarów

## Znaczenie
Drony Ehang 184 stanowią przełom w dziedzinie powietrznego transportu miejskiego. Do tej pory co prawda istniały latające samochody (pierwszy z nich powstał w 1917), jak choćby Aerocar, czy Terrafugia Transition, albo wyposażony w śmigła PALV, jednak maszyny te aby wzbić się w powietrze potrzebują pasa startowego, a do sterowania nimi niezbędny jest patent pilota. Z tych właśnie względów latające samochody nigdy do tej pory nie zostały włączone do masowego użytku. EHang 184 różni się od wyżej wymienionych pojazdów tym, że nie posiada kół i startuje pionowo, tak więc nie potrzebuje pasa startowego, co z kolei ułatwia ruch wielkomiejski. Po drugie do poruszania się nim nie trzeba posiadać patentu pilota, ponieważ pasażer EHanga nie steruje nim tak jak pilot samolotem, czy helikopterem. Zamiast tego przy pomocy nawigacji dron „sam” dociera do miejsca docelowego, wybranego przez pasażera. Wprowadzenie dronów pasażerskich do komunikacji miejskiej może rozładować ruch lądowy w zakorkowanych metropoliach, choć z drugiej strony aby to się stało potrzeba by dziesiątek tysięcy EHangów, wziąwszy pod uwagę, iż na pokład zabrać mogą najwyżej jedną osobę. Głównie dlatego swoją efektywnością pojazdy te nigdy nie dorównają transportowi lądowemu. Twórcy pasażerskich dronów używanych w komunikacji miejskiej będą musieli zmierzyć się z takimi problemami jak: hałas emitowany przez pojazdy, ograniczenia spowodowane przepisami dotyczącymi przestrzeni powietrznej, krótki czas przelotu, niewielka ładowność, oraz bezpieczeństwo.
Chińczycy tworząc pierwszego na świecie pasażerskiego drona (stan na lipiec 2017 roku) przodują w tej technologii, jednak w przyszłych latach ma być ona ulepszana i obecnie jest opracowywana także przez inne firmy. Pracownicy izraelskiej firmy Urban Aeronautics poinformowali, że jej statek wojskowo-ratowniczy Cormorant UAV (wcześniej zwany AirMule) wejdzie do służby najwcześniej w 2020 roku, choć prace nad nim trwają od 2001, a pierwszy lot odbył się w 2009 roku. Cormorant waży 1,5 tony, potrafi startować pionowo, unosić ładunek do 500 kilogramów przez 50 kilometrów, przenosić dwie osoby, latać z prędkością do 185 kilometrów na godzinę i dodatkowo posiada koła. Biorąc pod uwagę wszystkie wymienione parametry, Cormorant Cargo UAV byłby lepszy niż EHang 184, jednak jak na razie jest w fazie testowej.